# 热带鱼 (电影)
《熱帶魚》（英語：Tropical Fish）是陳玉勳的电影处女作，1995年首映。该片获同年瑞士盧卡諾影展藍豹獎、法國蒙貝利耶電影節最佳影片獎和第32屆金馬獎最佳原著劇本獎和女配角獎（文英）。當時片中多名工作人員亦參與演出，本電影由中影公司於2010年發行數位修復版。

## 情节
在台北念國中的劉志強，終日喜歡幻想，在校成績不佳。他曾幻想海中有一種魚，專吃小孩的夢，等它吃到9999個夢之後，就會長出翅膀飛出海面。在平時上下學途中，他暗暗喜歡上了一名早上搭乘同一輛公車的同校國中女生，偷偷寫了許多信，但沒能送出。
某日，與好友在街上抽煙，被一離職警員撞見並索要家中電話，劉志強後來才得知那人原來是綁架王道南的綁匪。於是他跳上綁匪所開的貨車，想救出道南，沒想到卻被一起綁架。之後某日，綁匪主嫌騎著摩托車要去拿贖金時，意外因車禍而死亡，綁匪的同伙阿慶只好將那兩個小孩載回他自己嘉義東石的老家，與自己的家人住在一起。阿慶的阿姨已經上了年歲，卻還賣藝為生。
劉志強綁架案被媒體大肆報道，劉父等人在電視上聲淚俱下的說明志強要參加聯考，希望綁匪大發慈悲，早日釋放劉志強。阿慶、阿姨等人也意識到考聯考是件大事，不但把阿慶的妹妹阿娟的書拿給他讀，替志強買補充練習，還替志強向住在同一村子的林老師請教志強不會的題目。阿娟過去想讀書，卻遭哥哥等人阻攔，到工廠做工又遭人強暴，以致終日沉默寡言。
某日阿慶拿給志強和道南潛水設備，讓他們下海浮潛、玩耍。志強說他在水裡看到好多美麗的熱帶魚，可是那片水域其實是沒有熱帶魚的。綁架案終於事情鬧大，警方大舉出動，搜尋劉志強的下落。阿慶、阿雄等人為了避風頭、躲避警察的搜捕，於是帶著兩個孩子坐船出海。之後他們在海上無所事事，無聊時就在沙洲上把泥巴做成大便的形狀自娛自樂。某天，志強和道南一起邊看日出，邊喊著：「我是魚！我是魚！...」，喊著喊著，聽到了一個聲音，道南想：一定是魚精要飛出來了！之後看到一架直升機從他們的頭上飛過，道南相信，飛過他們頭上的直升機就是志強所說的長翅膀的魚。此時，媒體還在拿志強的綁架案炒新聞，而巡邏警員無所事事。
因為聯考時間快到了，阿慶等人又想讓志強順利回臺北參加聯考，於是阿慶他們決定返航上岸，但是緊要關頭，船卻發動不了，阿雄和阿慶情急下，就用救生圈載著兩個孩子，推著他們游回岸上，游到一半，阿雄的腳卻抽筋了！剛好被經過的漁船救起。此時岸上的兩個警員正與香腸攤老闆賭博，學長員警贏了很多香腸，打算把香腸請客給附近民眾，正好撞見回到岸上的志強和道南。認出他們後，員警慌忙拿槍指向阿慶一家，而此時志強和道南卻幫這群綁匪辯解，說他們是救命恩人。後來志強和道南就坐著警車護送趕回台北參加聯考，離開中途，阿娟用方法送給他一條熱帶魚以作紀念，並道出阿娟過去的事情作結。

## 登場人物
| 角色     | 演員   | 介紹                                                                         |
| 劉志強   | 林嘉宏 | 阿強，意外被賴茂春綁架的小孩                                                 |
| 王道南   | 席敬倫 | 被賴茂春綁架的小孩                                                           |
| 賴茂春   | 陳慕義 | 綁架王道南的主謀，後來因捷運工程的坑洞而死。                                 |
| 慶仔     | 林正盛 | 跟賴茂春同夥綁架王道南的共犯，後來放棄贖金，將阿強送回台北。                 |
| 阿娟     | 黃美文 | 慶仔的妹妹。                                                                 |
| 阿嬤     | 阿匹婆 | 慶仔的阿嬤，患有老人癡呆症，經常提起一個名為阿輝老大的人，但沒人知道他是誰。 |
| 阿姨     | 文英   | 慶仔的阿姨，住在嘉義東石鄉，標準台灣鄰家大嬸的性格。                         |
| 阿雄     | 連碧東 | 慶仔的姨丈。                                                                 |
| 阿昌     | 陳金財 | 阿姨的兒子。                                                                 |
| 明珠     | 王慧芬 | 阿姨的媳婦。                                                                 |
| 阿賢     | ？     | 慶仔的弟弟，因跛腳而無法工作，遊手好閒。                                     |
| 劉父     | 羅斌   | 阿強的父親。                                                                 |
| 劉母     | 李靜美 | 阿強的母親。                                                                 |
| 主播     | 郎祖筠 | 造型誇張的新聞主播。                                                         |
| 國中女生 | 范筱梵 | 劉志強暗戀的女生，盧非歌迷                                                   |
| 國中老師 | 陳季霞 | 打劉志強的老師                                                               |
| 刑警     | 李永豐 |                                                                              |
| 廣播旁白 | 李文媛 |                                                                              |
| 徐火土   | 林照雄 | 阿強班上好友徐為禮的父親，下一屆市議員候選人                                 |
| 盧非     | 許傑輝 | 偶像歌手                                                                     |
| 警察學長 | 王明台 | 因綁架案駐守東石的警察，亦是本片副導演                                       |
| 警察學弟 | 徐輔軍 | 因綁架案駐守東石的警察，亦是本片副導演                                       |
| 採訪記者 | 陳世   | 亦是本片編劇                                                                 |
| 修女     | 楊冠玉 |                                                                              |
| 長髮文青 | 趙正平 | 在小巷中被徐為禮割破褲子，亦是本片場務工作                                   |

## 獎項
| 獎項         | 名單   | 結果 |
| ------------ | ------ | ---- |
| 最佳劇情片   | 熱帶魚 | 入圍 |
| 最佳導演     | 陳玉勳 | 入圍 |
| 最佳男配角   | 林正盛 | 入圍 |
| 最佳女配角   | 文英   | 獲獎 |
| 最佳原著劇本 | 陳玉勳 | 獲獎 |

## 外部連結
- 開眼電影網上《熱帶魚》的資料（繁體中文）
- 香港影庫上《熱帶魚》的資料（繁體中文）
- 豆瓣电影上《熱帶魚》的資料 （简体中文）
- 时光网上《熱帶魚》的資料（简体中文）
- AllMovie上《熱帶魚》的资料（英文）
- 互联网电影数据库（IMDb）上《熱帶魚》的资料（英文）